# DeVaughn Akoon-Purcell
DeVaughn Akoon-Purcell (Orlando, 5 giugno 1993) è un cestista statunitense con cittadinanza trinidadiana, professionista in NBA e Europa.

## Carriera
Dopo quattro anni di college trascorsi tra l'Eastern Oklahoma State Community College e la Illinois State University (dove gioca a 13,25 punti di media), e il Draft NBA 2016 in cui non viene scelto, l'11 agosto firma per i Bakken Bears nella Basketligaen. Chiude la sua prima stagione da professionista vincendo la classifica dei marcatori della regular season con 21,2 punti a partita e arrivando quarto in quella della Basketball Champions League 2016-2017 (17,3 punti), senza tuttavia riuscire ad evitare l'eliminazione ai gironi della sua squadra. Dopo i play-off, vinti dopo la serie finale contro gli Horsens IC, si laurea campione di Danimarca. In questa stagione viene anche nominato MVP sia della regular season che della serie finale. Dopo aver bissato il successo in campionato, la stagione successiva si mette in luce in FIBA Europe Cup, del quale viene nominato MVP e Guard of the Year, assegnati tramite il voto dei fan. Il 7 agosto 2018 firma un two-way contract con i Denver Nuggets, con i quali aveva giocato in NBA Summer League. Il 16 dicembre, dopo 7 partite e altrettanti punti segnati, viene tagliato e sostituito da Brandon Goodwin. Tre giorni dopo torna in Europa firmando in Israele per l'Hapoel Tel Aviv. Il 20 febbraio 2019, dopo 8 partite, rescinde il suo contratto con gli israeliani, per trasferirsi il 9 marzo in Francia al Le Portel.

## Palmarès

### Squadra
- Campionato danese: 2

Bakken Bears: 2016-17, 2017-18

### Individuale
- Basketligaen MVP: 1

2016-2017
- Basketligaen Finals MVP: 1

2017
- FIBA Europe Cup Fan Vote MVP: 1

2017-2018
- FIBA Europe Cup Fan Vote Guard of the Year: 1

2017-2018
- Basketball Champions League Second Best Team: 1

Galatasaray: 2021-22